# Пастухов, Андрей Васильевич
Андре́й Васи́льевич Пастухо́в (16 августа 1860, поселок при Деркульском Государственном конезаводе Харьковской губернии — 23 сентября 1899, г. Пятигорск) — русский альпинист, геодезист, гляциолог, этнограф, биолог, исследователь Кавказа.

## Биография
Андрей Васильевич Пастухов родился 16 августа 1860 года в семье конюха. Истинная дата установлена согласно справке, выданной Государственным архивом Харьковской области. В Послужном списке А. В. Пастухова указана дата 18 августа, но это, скорее всего, дата крещения, так как в те времена детей обычно крестили на 2-3 день после рождения. По другим данным родился в 1858 году.

### Семья
Отец, Василий Андреевич Пастухов, служил конюхом на Деркульском конном заводе. Мать, Домникия Васильевна, занималась хозяйством, умерла, когда будущему топографу только исполнилось три года, В семье было четверо детей: Надежда, Алексей, Андрей и Ксения. Жили скромно. В 1869 году отец умер во время эпидемии холеры. Андрей вынужден был перебраться на жительство к старшей сестре Надежде, в семью её мужа. Своих детей у А. В. Пастухова не было.

### Ранние годы
В 1872 году Андрей Пастухов оканчивает коннозаводское училище и получает должность писаря при канцелярии конного завода. Через два года по приказу из Главного управления откомандирован в Петербург для обучения на письмоводителя. После успешного окончания курсов поступает писарем 2-го класса в канцелярию Управления государственного коннозаводства. 
Большую роль в жизни Пастухова сыграл военный топограф Сидоров (имя и отчество не установлено), который летом 1876 года прибыл в Деркульский конный завод для исправления старой карты Старобельского уезда, и остановился на временное проживание в доме, где жил Пастухов. От него Андрей Васильевич впервые узнаёт о профессии топографа, и по его же совету поступает на службу в армию в звании вольноопределяющегося, чтобы попасть в училище военных топографов.

### Становление
Андрей Васильевич Пастухов блестяще сдал экзамен по программе вольноопределяющихся в Санкт-Петербургскую военную гимназию и 28 января 1877 года был определён в Корпус военных топографов, с зачислением в учебную команду военных топографов. 

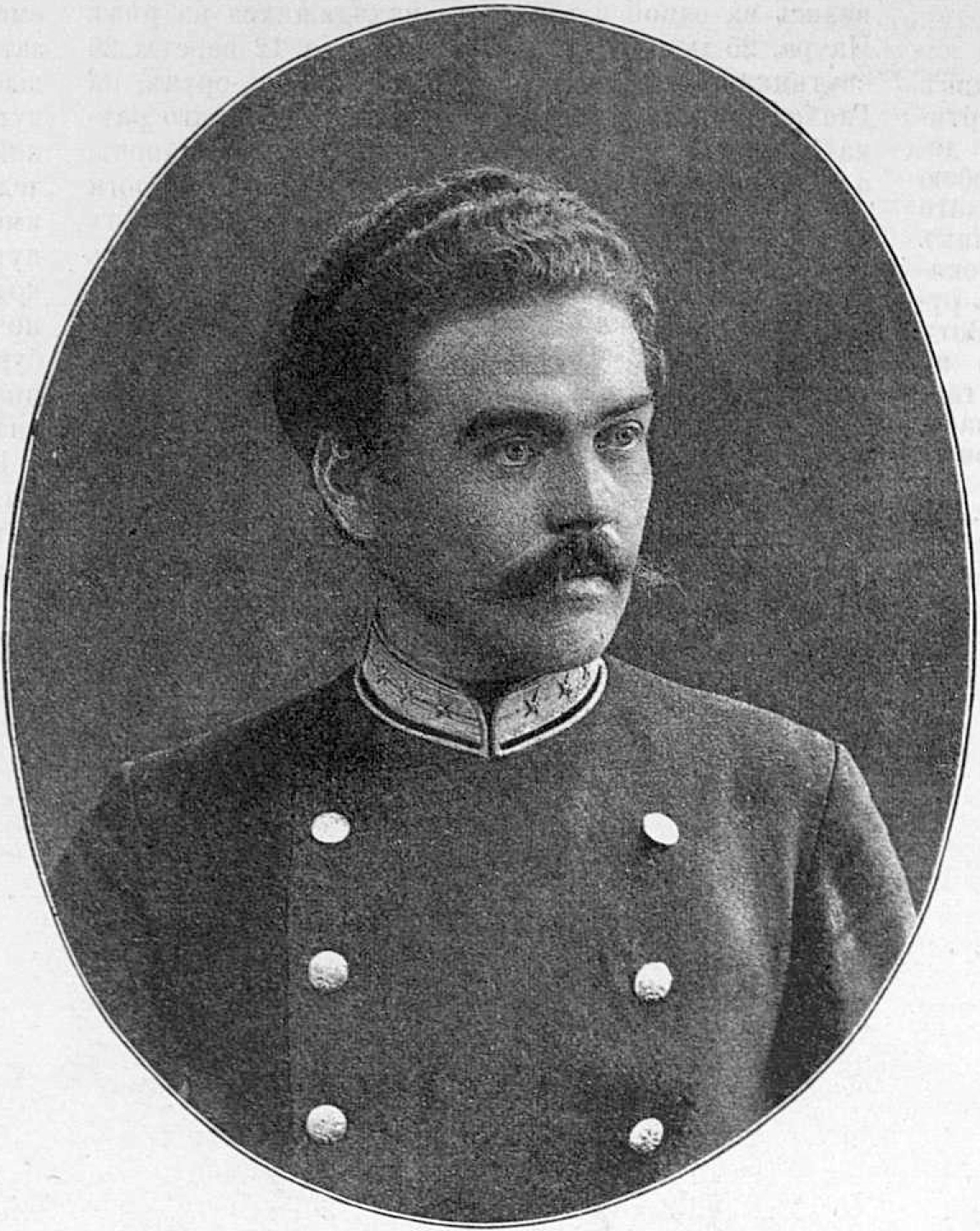
А. В. Пастухов

Командование не обошло вниманием способности молодого топографа, и уже 1 апреля 1879 года был выдан приказ о производстве Андрея Васильевича Пастухова в унтер-офицеры и назначении его на топографическую съёмку Курляндской губернии. Через год, после окончания учёбы, Пастухов был отправлен по месту назначения в команду топографов. 
Но Андрей Васильевич мечтал о военной карьере и хотел стать полноценным самостоятельным топографом. Поэтому 30 мая 1881 года он подаёт в отставку и снова сдаёт экзамены для поступления в Корпус военных топографов. Известно, что на этих экзаменах он получил полный балл по предмету, однако в поступлении ему было отказано «за неимением вакансий». 
После неудачи в поступлении Пастухов был назначен на службу в Военно-топографический отдел Кавказского военного округа, в город Тифлис (ныне Тбилиси). При содействии начальника отдела, Иеронима Ивановича Стебницкого, 11 ноября 1881 года он сдаёт экзамены на первый классный чин в Тифлисском юнкерском училище. Только через год, 19 сентября 1882 года, Андрей Васильевич Пастухов был произведён в младшие военные топографы.

### Зрелые годы
В 1883 году Пастухову поручили картографирование Дагестана в районе вершины Шахдаг (Шах-даг, Шах-Даг), вверх по реке Самур. В подчинение ему дали конвой — восемь казаков Усть-Хоперского полка, которым предстояло быть ему помощниками и стражами. Работа заняла всё лето. Её результаты были высоко оценены, но сам Андрей Васильевич остался недоволен тем, что ему так и не удалось достигнуть вершины. Правда, работать приходилось в плохих условиях, практически безо всякого снаряжения, и редко кому из топографов удавалось подняться выше трёх с половиной тысяч метров.
В 1887 году Пастухов поднимается на вершину Андийского хребта.

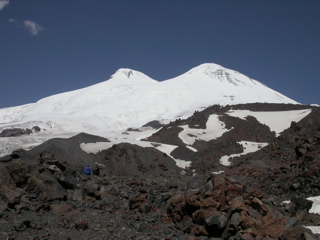
Двуглавый Эльбрус

По-настоящему заговорили об А. В. Пастухове после того, как в 1889 году он поднялся на вершину Казбека вместе с казаками Лапкиным и Потаповым и с проводником-осетином из села Тменикау Тепсарико Цараховым.
В 1890 году Пастухов совершил своё первое восхождение на Эльбрус (западная вершина, в сопровождении казаков Хоперского полка Дорофея Мернова, Дмитрия Нехорошева и Якова Таранова). Немецкий историк альпинизма Эггер назвал это восхождение «первым настоящим восхождением без проводников». В ходе восхождения была произведена топографическая съёмка местности, собрана коллекция горных пород. В том же году Пастухов предпринял попытку восхождения на Ушбу, через год на Халац и ещё через год на Шахдаг. Он дважды поднимался на Алагез (1893, 1895), трижды на Большой Арарат (1893, 1894, 1895), два раза на Малый Арарат (1893, 1895).
Спустя 6 лет после первого восхождения на Эльбрус Андрей Васильевич совершил восхождение на его восточную вершину, став первым русским альпинистом, поднявшимся на обе вершины.

### Конец жизни, смерть
По состоянию на 19 сентября 1894 года Пастухов — классный военный топограф Корпуса военных топографов в чине коллежского асессора.
Чрезмерные физические нагрузки негативно сказывались на здоровье Пастухова. Летом 1899 он вынужден был прервать полевой сезон и отправиться на лечение в Пятигорск. При осмотре врачи обнаружили застарелую язву. Скончался в возрасте 39 лет в больнице города Пятигорска. Согласно завещанию, похоронен в нескольких метрах от вершины горы Машук (26 сентября 1899 года).

## Достижения

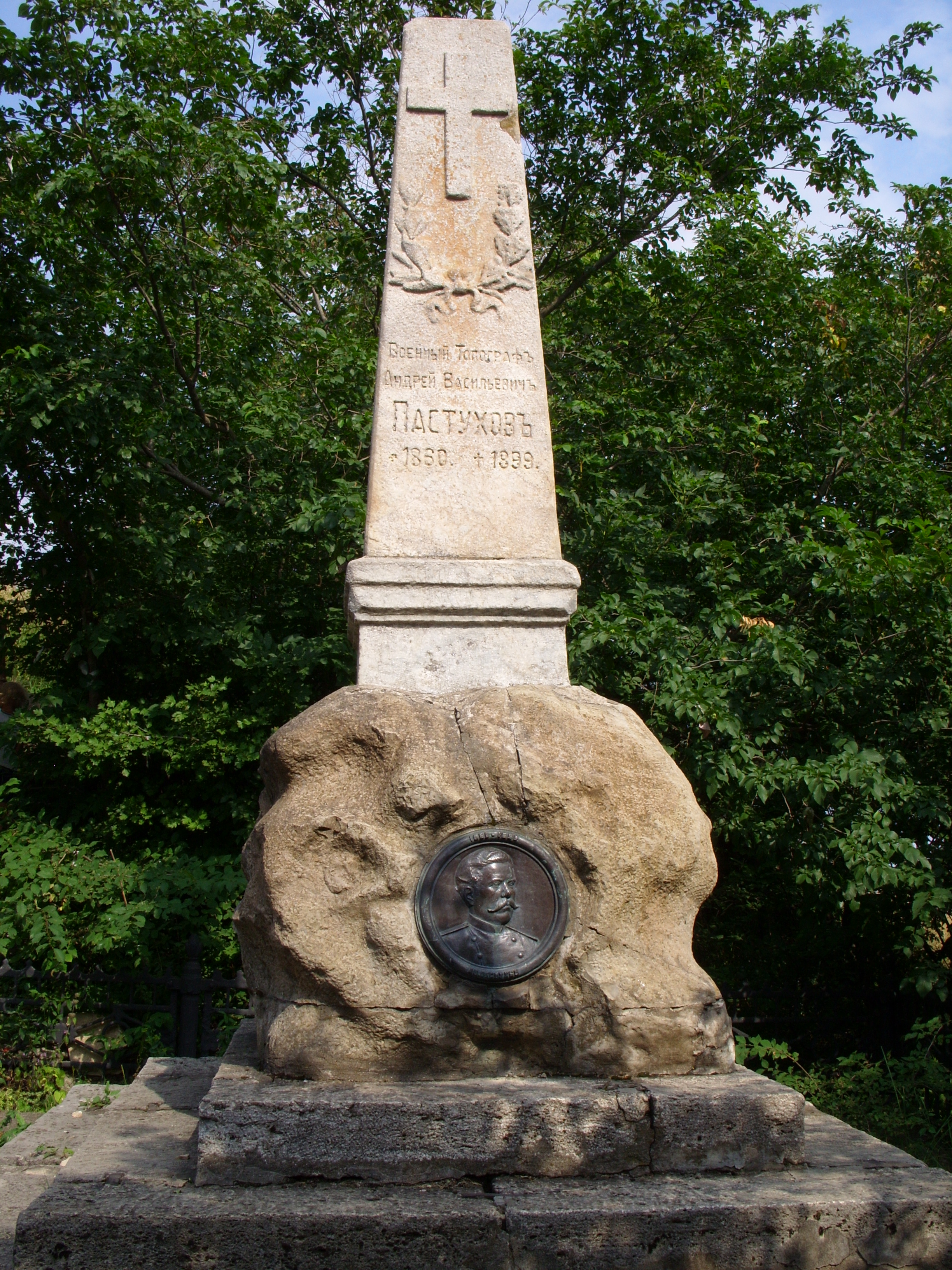
Памятник Пастухову на склоне Машука

Благодаря Андрею Васильевичу Пастухову на карте Кавказа почти не осталось белых пятен. Он первый составил карты вершин Кавказа: Эльбруса, Казбека, Арарата, Алагеза, Халаца, Ушбы.
При каждом восхождении выполнял обширную программу наблюдений и исследований, составлял планы вершин. Осуществил связь Закавказской триангуляции с триангуляцией Северного Кавказа.
Пастухов написал много познавательных очерков о жизни животных, птиц и насекомых в тех местах, где ещё не работали другие исследователи. Андрей Пастухов опроверг мнение о том, что птицы в своих ежегодных миграциях не могут преодолеть Кавказский хребет.
Во время своих путешествий А. В. Пастухов записывал историю, обычаи, верования горских племён. Он был первым, кто дал подробную характеристику экономики аулов, всё иллюстрируя статистическими данными, собранными им лично.

### Альпинистские восхождения
- 1887 г. — Андийский хребет
- 29.07.1889 г. — Казбек
- 13.07.1890 г. — западная вершина Эльбруса, Ушба
- 1892 г. — Халаца
- 1892 г. — Шах-Даг
- 26.07.1893 г. — Алагез; Большой Арарат, Малый Арарат
- 1894 г. — Большой Арарат
- 1895 г. — Алагез, Большой Арарат, Малый Арарат
- 28.08.1896 г. — восточная вершина Эльбруса

## Память
- Имя Пастухова носят скалы на ледовом склоне Эльбруса на высоте 4610 м. («Приют Пастухова»)
- Его именем названа гора в Антарктиде (гора Пастухова, горы Принс-Чарльз, 70°59′ ю.ш., 67°08′ в.д., обследована Советской Антарктической экспедицией в 1972—1973)[7].
- Имя Андрея Васильевича Пастухова присвоено средней школе села Новодеркул Беловодского района Луганской области. В школьном дворе ему установлен памятник.
- А. В. Пастухову поставлен памятник в Баксанском ущелье Кабардино-Балкарии.
- На доме в селе Даниловка, построенном на месте дома Пастуховых, установлена мемориальная доска в память о нём.
- Обелиск на могиле Андрея Васильевича Пастухова[8]. Открыт 3/16 августа 1903 года. В 1930-х годах обелиск был частично разрушен, барельеф Пастухова утрачен. Позднее памятник был восстановлен, развернут лицевой стороной на юг и окружен низкой чугунной оградой. Новый барельеф Пастухова, выполненный пятигорским скульптором М. Г. Минкиным, установлен на место утраченного барельефа[2].
- Его именем названа улица в городе Пятигорске.
- Гора Пастухова. Высота 2733 м. Западный Кавказ. Хребет Ужум. Междуречье Большой Зеленчук — Маруха. КЧР. Координаты: 43° 36,472′ N; 41° 25,741′ E.
- Ежегодно проводятся соревнования по спортивному ориентированию в городах Пятигорск и Железноводск.